# Édouard Autant
Pour les articles homonymes, voir Autant.
Édouard Autant, né le 7 janvier 1872 à Paris 10e et mort le 9 mars 1964 à Sceaux, est un architecte français libre-penseur.
Il a contribué à prouver l'innocence du capitaine Dreyfus en publiant la correspondance du commandant Esterhazy.

## Biographie
Édouard Nicolas Autant est le fils d'Alexandre Autant, architecte et le père du cinéaste Claude Autant-Lara (1901-2000). Alexandre Autant était le gérant de l'immeuble du 49 de la rue de Douai où logeait le commandant Esterhazy. En octobre 1897, ce dernier demanda au gérant de mettre le bail au nom de sa maîtresse Marguerite Pays, qu'il recevait chez lui. Cette dernière insista, puis demanda de garder le secret. Le 10 janvier 1898, Autant père témoigna contre Marguerite Pays au procès Esterhazy qui fut acquitté le 11.
En 1919, il fonde avec sa femme, Louise Lara, le groupe de théâtre Art et Action, « laboratoire de théâtre pour l'affirmation et la défense d'œuvres modernes », qu'ils animent jusqu'en 1939.

## Œuvre
- 1897 : immeuble début Art nouveau au 32, rue de la République, Saint-Germain-en-Laye, Yvelines, avec Alexandre Autant. Cet immeuble de cinq étages est construit en brique et en pierre.
- 1901 :
  - immeuble Art nouveau au 14, Rue d'Abbeville, Paris 10e arrondissement, avec Alexandre Autant. Grès flammés du céramiste Alexandre Bigot. Cet immeuble de six étages construit en brique et en pierre fait l’objet d’une inscription au titre des monuments historiques depuis le 22 avril 1986[4].
  - premier casino d'Enghien-les-Bains[5].
- 1910 : hôtel particulier de l'architecte au 2, rue Émile-Menier (aujourd'hui au 20), Paris 16e arrondissement. L'hôtel existe toujours mais est méconnaissable[6].

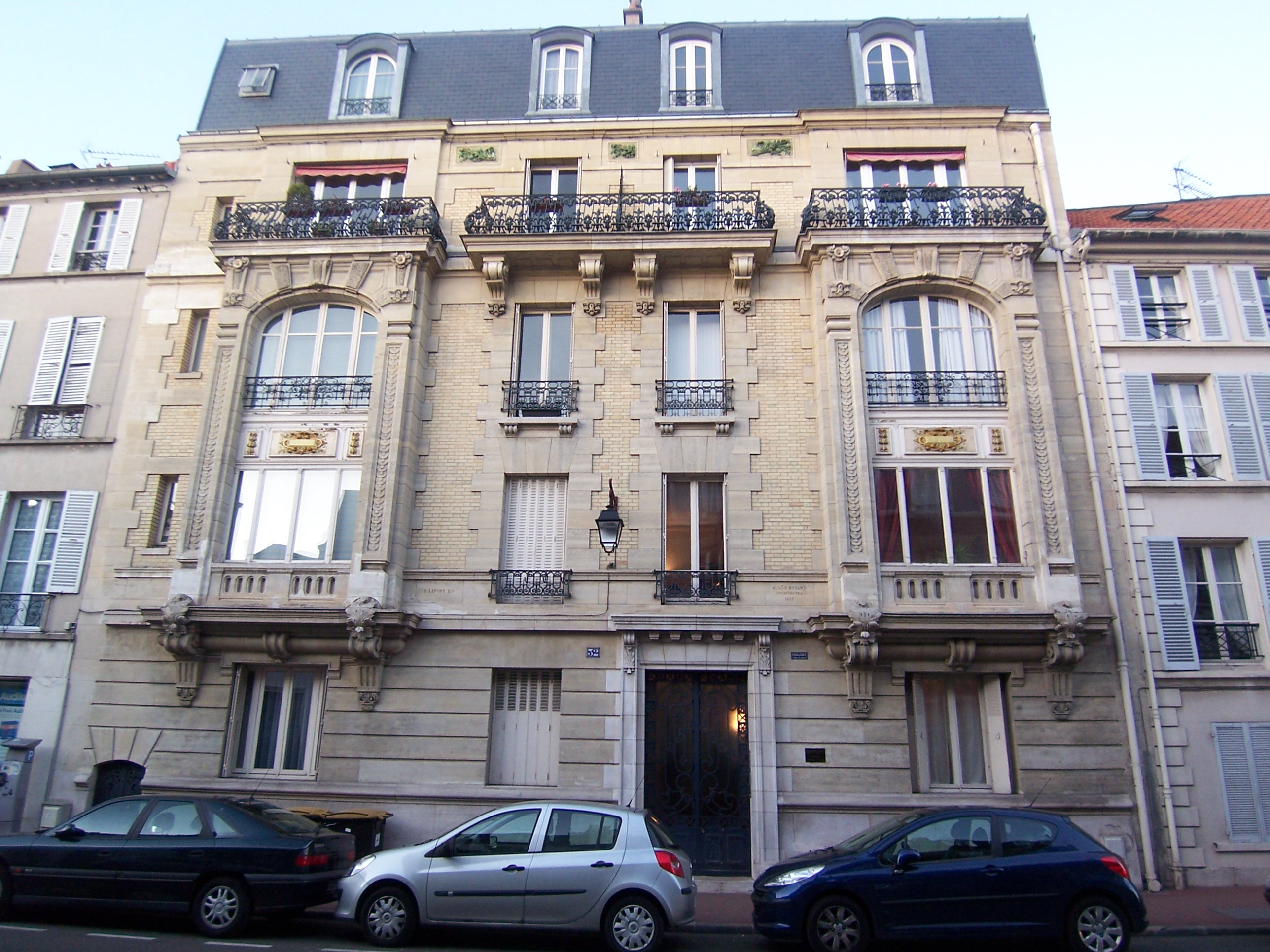
32, rue de la République à Saint-Germain-en-Laye.
14, rue d'Abbeville à Paris.
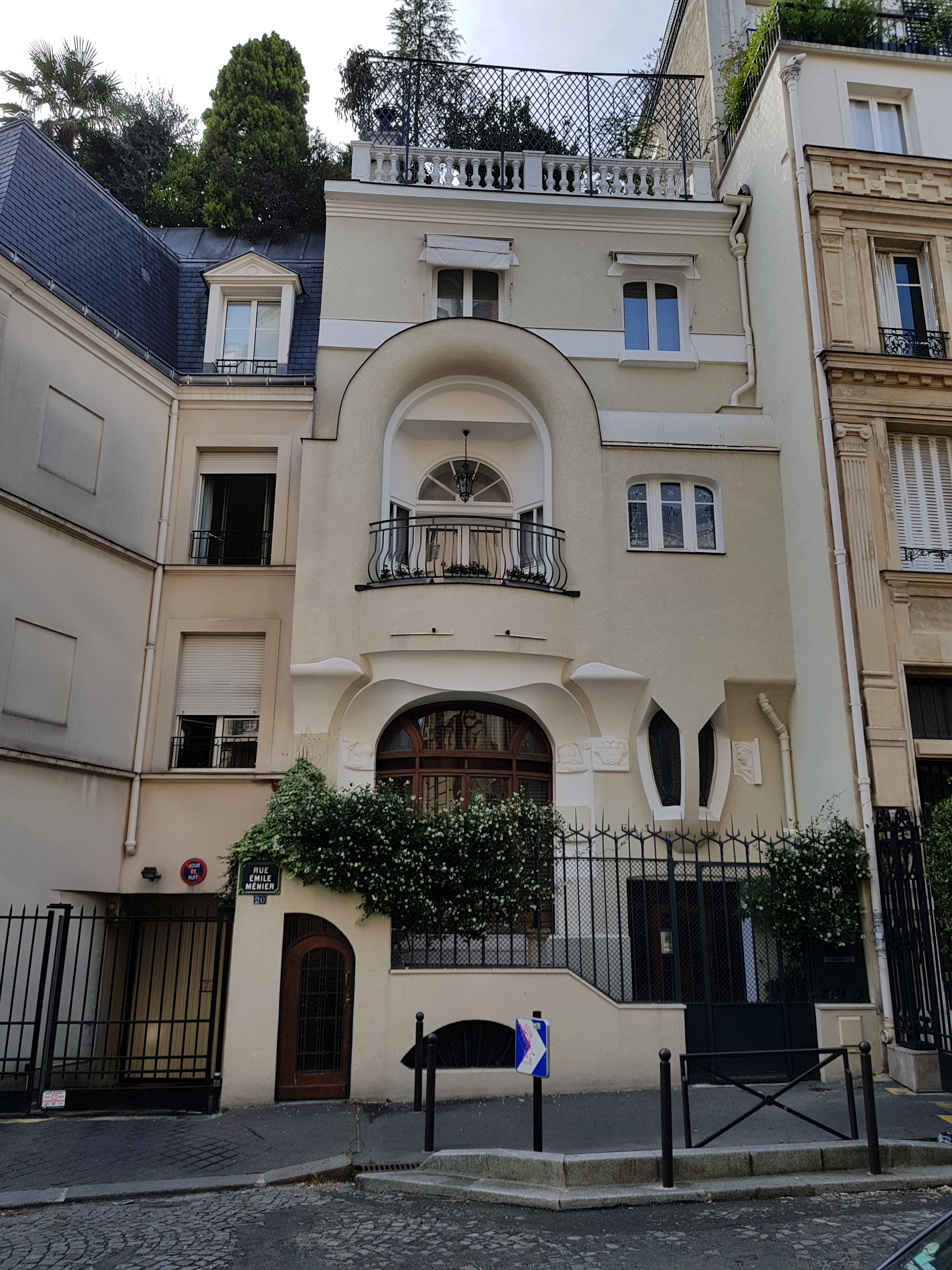
20, rue Émile-Menier à Paris.